# Angry Birds
Angry Birds es una saga de videojuegos creada en 2009 por Peter Vesterbacka y Jere Erkko, quienes trabajan para la empresa finlandesa Rovio Entertainment Corporation, actualmente propiedad de SEGA desde 2023. El juego ha sido adaptado a diversos dispositivos moviles con pantallas tactiles Android, iOS, Symbian, Java, Maemo así como videoconsolas como NDS, 3DS, WiiU, Xbox 360, PlayStation 3 y en computadoras con Windows. La versión original del juego fue dado de baja en Google Play en 2019 y posteriormente resubido a la tienda como Rovio Classics ahora de pago.

## Descripción
Con más de mil millones de descargas en 2012, esta aplicación fue la más popular del año en la App Store de Apple y la Google Play. Además, es también el juego más vendido de la historia en soportes móviles.
Sin embargo, Angry Birds no es solo un fenómeno digital: los personajes son tan populares que la empresa empezó a comercializar juguetes de los pájaros, disfraces y todo tipo de mercancía.
Existe una versión de Angry Birds, "Angry Birds Seasons", donde los niveles están más enfocados a fechas importantes del año como Halloween o Navidad. Rovio también lanzó en marzo de 2011 una edición especial del juego, llamada "Angry Birds Rio", como motivo publicitario a la película animada Río. Además, Rovio creó una edición completamente gratuita y en alta definición de Angry Birds, como aplicación exclusiva para Google Chrome. También creó una versión espacial denominada "Angry Birds Space" y una edición especial del juego llamada "Angry Birds Star Wars", que actualmente cuenta con una segunda parte ("Angry Birds Star Wars II"), en la que incorpora la nueva tecnología de Telepods, gracias a la que los usuarios pueden interaccionar con figuras físicas externas a la aplicación. También existe un juego de mesa, Angry Birds: Knock on Wood, y un juego gigante por así decirlo, que son varios peluches de cerdos verdes colocados en unos estantes y un tirachinas gigante con un pájaro. Este tipo de juegos gigantes, se pueden encontrar en varias ciudades de Japón. Además, Rovio Entertainment Ltd. ha creado varias películas de animación y cortos del juego para darle más fama. El 2 de noviembre de 2011 se alcanzaron los 500 millones de descargas y el 9 de mayo de 2012 se alcanzaron los 1000 millones de descargas.
El 13 de noviembre de 2014, la empresa creadora Rovio confirmó mediante su F.A.Q. (Preguntas Frecuentes) en su página oficial, que las versiones de PC (Angry Birds, Angry Birds Seasons, Angry Birds Rio, Angry Birds Space, Angry Birds Star Wars I - II y Bad Piggies) dejan de recibir constantemente sus actualizaciones dando por «descontinuada» a dicha versión, además de la descarga en su tienda en línea.
Durante las primeras semanas, después del lanzamiento de la secuela de la franquicia, Angry Birds 2 recibió numerosas críticas. Como resultado los desarrolladores de Rovio Entertainment Ltd. despidieron a la mayoría de los empleados, finalizando de esta manera la época de fama de la franquicia.
En 2016, se lanzó una adaptación cinematográfica homónima basada en la franquicia de juegos Angry Birds, la cual contaba con actores famosos que le dieron vida a los Angry Birds, además de contar con una secuela hecha en 2019.
En 2014 el ex analista Edward Snowden publicó que la Agencia de Seguridad Nacional de Estados Unidos, en colaboración con sus socios de UKUSA, se había servido desde 2007 de la utilidad de mensajes del juego para recopilar información sobre los usuarios. Rovio declaró que desconocía esas actividades de espionaje.
En 2021 Rovio anunció que Angry Birds volverá a estar disponible para teléfonos inteligentes en algún momento en el futuro. Podrás leer la parte de la declaración relacionada con el regreso de Angry Birds.
"Sin embargo, lo que queremos decir es: te escuchamos. Hay una gran protesta por recuperar algunos de los [juegos] favoritos de los fans más antiguos (Angry Birds Classic, Angry Birds Seasons, etc.). También queremos decir: ¡Estamos trabajando en ello! Encontraremos la manera de traerte estas experiencias clásicas. Puede llevar un tiempo (estad atentos, publicaremos actualizaciones), pero tenemos algo en proceso.".
Actualmente, la franquicia es propiedad de la compañía japonesa SEGA, debido a la compra de la desarrolladora Rovio Entertainment Corporation, el 17 de abril de 2023.

## Versiones

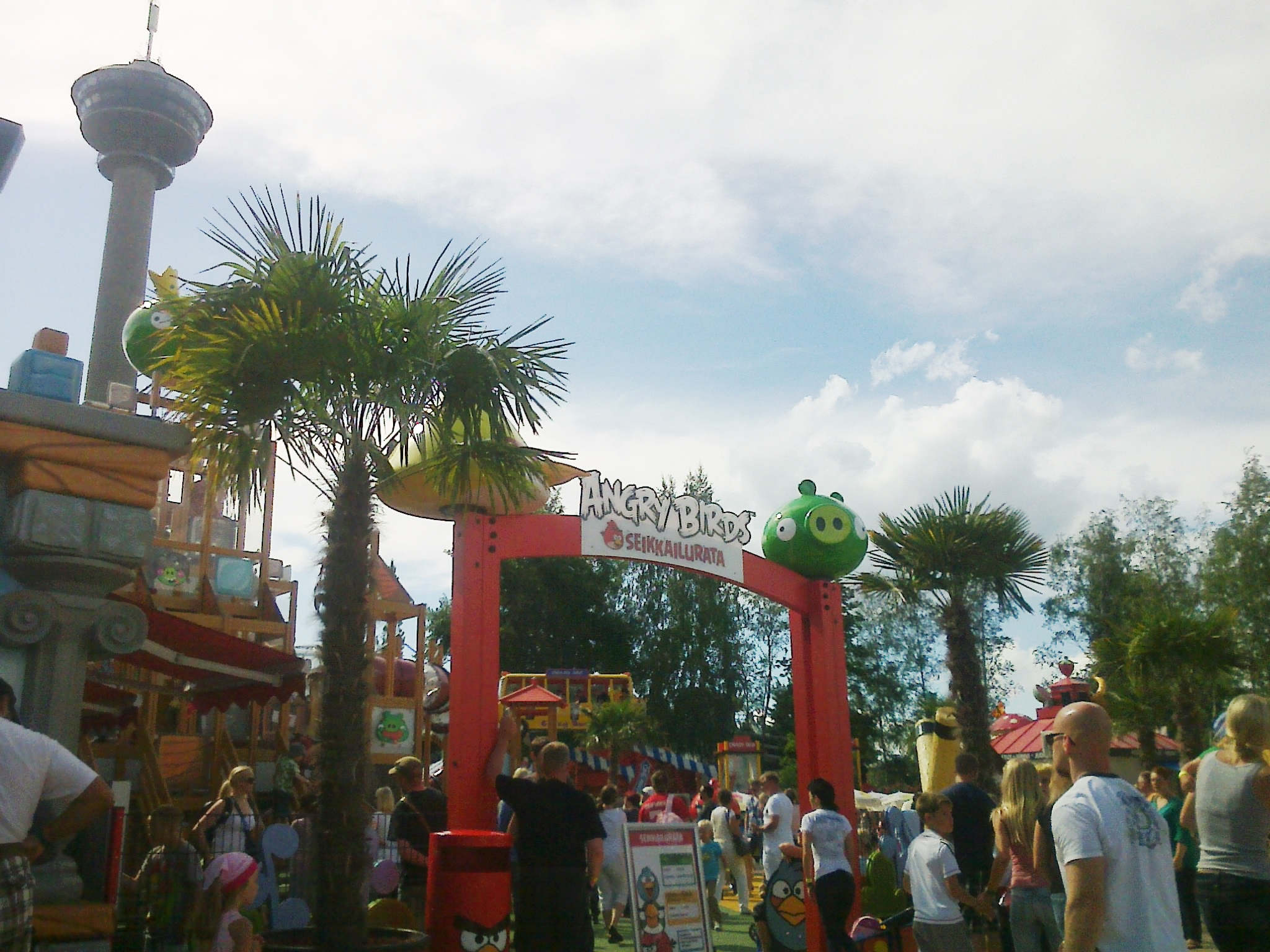
Angry Birds Land en Särkänniemi, Finlandia.

### Series principales
- Angry Birds (2009-2019): O Angry Birds Classic, fue la primera versión del juego lanzada el 11 de diciembre de 2009. El juego se centra en recuperar los huevos que robaron todos los cerdos. Incluye todos los pájaros desde Red hasta Bubbles. Fue dado de baja en 2019, siendo el ultimo nivel del juego Jurassic Pork, inspirado en la era de la prehistoria.

- Angry Birds 2 (2015): Es la secuela oficial de la franquicia. Es igual al clásico juego, con un formato renovado y un nuevo personaje hembra llamada Silver. El juego cuenta con micropagos para desbloquear elementos adicionales.

#### Otras series
- Angry Birds Seasons (2010-2019): Con varios mundos ambientados en festividades, como Halloween, el Día de San Valentín, el día de San Patricio, Navidad, el Año Nuevo Chino, Pascua, el verano o el regreso a las clases, entre otros. Fue descontinuado en 2019 siendo su ultimo nivel Ragnahog basado en la tradición nordica.
- Angry Birds Rio (2011-2014): Juego basado en las películas Río y Río 2. Este juego trae una mejora notable en cuanto al apartado gráfico e incluye personajes de las películas. Fue actualizado cuando salio la secuela de la pelicula original, siendo su último nivel Timber Tumble, basado en la selva amazonica.
- Angry Birds Friends (2012): Versión gratuita de Angry Birds para Facebook sobre torneos semanales, adaptado para jugar con amigos y competir.
- Angry Birds Space (2012-2015): Tiene capítulos ambientados en el espacio, con un nuevo personaje (Frosh), además de nuevas habilidades para los pájaros basadas en la gravedad y elemenos propios del universo. Su último nivel fue Solar System en 2015
- Angry Birds Star Wars (2012-2020): Basado en la famosa saga de películas de Star Wars.
- Angry Birds Star Wars II (2013-2020): Basado en la trilogía de las precuelas. En este juego se puede jugar con los cerdos. Además, se tiene una nueva tecnología llamada "Telepods" que consiste en unos muñecos físicos del juego que, mediante la cámara del dispositivo, se lee un código escáner y la figura del personaje aparece en el juego.
- Angry Birds Go! (2013-2020): Juego de carreras de karts, donde se utiliza a los pájaros y a los cerdos para competir en carreras. Cada personaje posee una habilidad que se utiliza durante la carrera. Está disponible para multijugador. Los Telepods también son compatibles con esta versión.
- Angry Birds Epic (2014-2022): Juego de acción de género RPG en el que se tiene que desarrollar habilidades y armas con un sistema de combate de pelea por turnos. Este juego se centra en la época medieval.
- Angry Birds Transformers (2014): Juego de persecución que consiste en destruir estructuras con los pájaros y sus respectivas habilidades. Basada en la saga Transformers.
- Angry Birds Fight! (2015-20??): El juego consiste de coincidir líneas de 3 o más pájaros tocándolas en filas horizontales o verticales para hacerlos desaparecer haciendo máximo puntaje para que el pájaro gane en un sistema de combate de pájaros y cerdos por turnos.
- Angry Birds Action! (2016): De género pinball, consiste en lanzar pájaros y que reboten en las estructuras para obtener puntos y avanzar de nivel.
- Angry Birds Blast! (2016): Consiste en combinar bloques del mismo color.
- Angry Birds Evolution (2017): Consiste en lanzar pájaros para que choquen contra otros pájaros, similar a Angry Birds Action!
- Angry Birds Match (2017): Consiste en hacer combinaciones de 3 y tiene a los polluelos como personajes principales, similar a la saga Candy Crush.
- Angry Birds Dream Blast (2019): Consiste en combinar burbujas de colores hasta llegar al fondo de una fosa.

### Spin-Offs
- Bad Piggies (2012): Es el primer juego en el que los enemigos de los Angry Birds, los cerdos, son los protagonistas. A lo largo del juego, se tiene que construir vehículos caseros para poder obtener los artículos necesarios para pasar de nivel y llegar hasta la meta.
- Angry Birds Stella (2014-2015): En este juego muestra como principal personaje a Stella, junto con cuatro antiguas amigas. La jugabilidad es la clásica de Angry Birds.[3]
- Angry Birds POP! (2014): El juego cuenta con la honda alineada en la parte inferior central, el jugador lanza orbes en otras esferas en la parte superior de la pantalla para conseguir estrellas y puntos, similar al poder original de Stella.
- Angry Birds POP! 2 (2019): Es la secuela del primer juego y con la adaptación de los personajes de Angry Birds: La película  Los jugadores resuelven cada nivel en este juego con un Pájaro y un Cerdo, cada uno de los cuales puede actualizarse y ofrecer diferentes habilidades que se pueden activar una vez que aparecen las burbujas de un determinado color.

### Antiguas versiones para navegadores Windows
- Angry Birds Chrome: Juego original de Angry Birds con mundos limitados (se podía jugar solo 5 capítulos del juego original y 6 de Angry Birds Seasons) hecho exclusivamente para Google Chrome.  Estuvo disponible aquí. En lugar de los huevos de oro habían logos de Chrome, que servían para desbloquear 14 niveles bonus en un mundo llamado "Dimensión Chrome", actualmente está descontinuado.
- Angry Birds Plus: Versión gratuita de Angry Birds en Google+, tuvo una opción multijugador en línea. El juego ahora es inexistente.
- Angry Birds Free With Magic: Fue una versión exclusiva de Angry Birds para dispositivos Symbian Belle con tecnología NFC. El juego ahora es inexistente.
- Angry Birds in Ultrabook Aventure: Versión para Facebook, en la que los cerdos robaban los huevos y se teletransportan hacia una dimensión alternativa y se dirigían hacia los circuitos de una Ultrabook. El juego ahora es inexistente. En Angry Birds Seasons para la versión de Android, había disponible tres niveles con el formato Ultrabook en el episodio navideño Winter Wonderham escondidos detrás de un huevo azul con el logo de Intel en los primeros niveles del episodio.

## Objetos
En el juego se incluyen una variación de objetos que pueden proporcionar (en su mayoría) puntos extras o destrucción para vencer a los cerdos, entre los que hay:
- Patos de goma: Se encuentran en cualquier mundo de Angry Birds. Al golpearlos o destruirlos se obtienen alrededor de 3000 puntos, además de haber un huevo de oro escondido en algunos de ellos.
- Pelotas de playa: Al golpearse rebotan y pueden ayudar a desmoronar construcciones. Una tiene un huevo de oro oculto.
- Dinamita: Cuando esta se golpea, causa una enorme explosión que ayuda considerablemente a pasar los niveles. También puede golpearse la superficie donde está para que caiga y produzca daño donde sea más necesario.
- Fuego artificial: Aparece solamente en Angry Birds Seasons. Explota de forma similar a la dinamita, pero cuando se golpea vuela y, al explotar, sale un fuego artificial. Aparece solo en el nivel "Year Of The Dragon"
- Piedra: Bastante fuerte, aparece en cualquier juego.
- Madera: Ligeramente fuerte, aparece en cualquier juego.
- Cristal: Débil, aparece en cualquier juego.
- Paraguas: Exclusivo del Episodio Back to school.
- Nieve: Disponible en los episodios de Navidad de Angry Birds Seasons y también en algunos Episodios de Angry Birds Space y Angry Birds Star Wars.
- Fruta: En cualquier nivel aparece cualquier tipo de fruta.
- Calabaza: En los episodios de Halloween, existen dos de Jack O'Lantern, naranja y negro (explosiva).
- Diamante: Igual que cristal.
- Grama: Sobre todo en Angry Birds Seasons.
- Metal: Disponible en Angry Birds Space y Angry Birds Star Wars.

Dependiendo de las diferentes conmemoraciones sobre los niveles de Angry Birds, van apareciendo otros tipos de objetos de acuerdo al tema a tratar.

## Niveles del juego original

### Episodios
- Poached Eggs: es el primer episodio del juego, se publicó el 1 de diciembre de 2009. Su objetivo es recuperar los huevos que están por ser cocidos. Aparecen Red, Los Blues, Chuck, Bomb y Matilda. Consta de 63 niveles, siendo el más largo de todo Angry Birds.
- Mighty Hoax: es el segundo episodio, que se publicó el 14 de febrero de 2010. Tiene 42 niveles y se debe recurrir a descubrir el engaño del Rey Cerdo. Aparece el Rey Cerdo de cartón.
- Danger Above: publicado el 4 de marzo de 2010, posee 45 niveles y aparece Hal, el cual debe ser rescatado en el nivel 6-4. Los cerdos usan globos para capturar los huevos y son perseguidos por los pájaros por un bosque, por ciudades, y finalmente hacia los cielos.
- The Big Setup: con la actualización del 18 de julio de 2010, se publicó el cuarto episodio, en el cual aparece Terence. Tiene 45 niveles. Aquí se debe rescatar de nuevo a Hal (en el nivel 9-5), dado que los pájaros fueron encerrados en una jaula. Presenta también cerdos constructores, que tratan de la mayor manera intentar reconstruir las estructuras de los niveles anteriores que las aves les han destruido.
- Ham 'Em High: lanzado el 23 de diciembre de 2010, aparece Mighty Eagle. Con temática de wéstern, los pájaros persiguen a los cerdos vaqueros por el desierto. Consta de 45 niveles (48 con los especiales de Facebook).
- Mine and Dine: se lanzó el 16 de junio de 2011, y tiene 45 niveles. Aquí los cerdos roban los huevos dentro de una mina, y hay variedad de materiales nuevos, como picos, cristales y estalactitas. Se introducen los cerdos mineros.
- Birdday Party: lanzado el 11 de diciembre de 2011, el 11 de diciembre de 2012, el 11 de diciembre de 2013, el 11 de diciembre de 2015 y el 10 de diciembre de 2016, aparecen Bubbles y Stella, y celebra el 2°, 3°, 4°, 6° Y 7° aniversario de "Angry Birds". Tiene 75~ niveles. Se introducen cerdos bufones y con bonetes y pasteles.
- Bad Piggies: lanzado el 9 de octubre de 2012, promociona a los Bad Piggies, con 45 niveles en total. Se ambienta en el mismo lugar que el mencionado Bad Piggies y Ross y el cerdo mecánico, del mismo juego, hacen un cameo.
- Red's Mighty Feathers: se lanzó 3 de julio de 2013 y el 16 de septiembre de 2013. Aparece un nuevo poder de Red y el Modo Defensivo (Egg Defender), que consiste en defender el huevo de los vehículos de los cerdos que intentan robarlo (todos de Bad Piggies). Tiene 30 niveles.
- Short Fuse: publicado el 26 de noviembre de 2013 y el 4 de marzo de 2014, aparece un nuevo poder de Bomb y las pociones de Shockwave. Consta de 45 niveles e introduce cerdos científicos. Se ambienta en un laboratorio donde hay tres pociones: la naranja infla al cerdo, la azul lo divide en tres y la rosa lo convierte en burbuja que atrapará todos los bloques y al estallar los arrojará.
- Flock Favorites: publicado el 22 de julio de 2014 y el 12 de junio de 2015. Nuevos niveles de los episodios favoritos de los fanáticos, con 30 niveles.
- BirdDay 5: se publicó el 11 de diciembre de 2014. Nuevos niveles hechos por los fanáticos de la celebración del 5° aniversario de "Angry Birds". Tiene 30 niveles
- Bird Island: publicado el 12 de noviembre de 2016. Nuevos niveles por la celebración de Angry Birds: La película. 21 niveles.
- Piggy Farm: publicado el 27 de febrero de 2017. 45 niveles. Nuevos niveles con temática de la granja.
- Jurassic Pork: publicado el 23 de agosto de 2017. 46 niveles. Nuevos niveles con temática prehistórica. Tras derrotar a los cerdos en la granja, el cerdo con bigote usa una máquina del tiempo y él y los pájaros viajan al período Jurásico, con cerdos primitivos y dinosaurios.
- Surf and Turf: publicado el 20 de marzo de 2012 y el 9 de octubre de 2012. Aparecen los Power-Ups (aunque ya están en el juego original). 45 niveles.
- Golden Eggs: se publicó el 6 de abril de 2010. Tiene 32 niveles (33 en iOS). Todos los Huevos de Oro están escondidos en cualquier nivel del juego, por ejemplo: Existe un Golden Egg especial llamado "King Pig" (Rey Cerdo), que se desbloquea al conseguir tres estrellas en todos los niveles desde Poached Eggs hasta Birdday Party.

### Características
El juego, al principio, consistía en un nivel "Poached Eggs", que consta de tres mundos con 21 niveles individuales cada uno. En este nivel se usan los pájaros rojo, azul, amarillo, negro y blanco. Todos estos niveles se pueden repetir cuando el jugador lo desee, pero solo se podrá acceder al siguiente nivel si se logra terminar el anterior (derrotando a todos los cerdos).
Más tarde, en la primera actualización, se agregó "Mighty Hoax" con dos mundos con 21 niveles individuales cada uno. Como esta era una actualización para dispositivos iOS, fue completamente gratuita.
Después surgieron "Danger Above", con tres mundos con 15 niveles individuales, y la aparición del pájaro bumerán (nuevamente gratuita); y "The Big Setup" también con tres mundos y 15 niveles individuales cada uno, y la aparición del pájaro rojo gigante (Terence), la versión igualmente gratuita; y "Ham 'Em High" con los tres mundos de 15 niveles cada uno.
Más tarde, se agregó el episodio "Mine and Dine", que tiene tres mundos con 15 niveles cada uno. La única actualización que no agregó nuevos niveles ni mundos y era opcional debido a su costo, es la llamada "Mighty Eagle", que tiene la posibilidad de pasar niveles muy difíciles para el jugador y además usando un nuevo y sencillo modo de juego en el que hay que destruir todo con el enorme ave que llega y se le conoce como papá del pájaro bumerán. El 25 de junio de 2011 apareció el mundo 16 de "Mine and Dine".
Posteriormente, se añadió una actualización con el episodio "Birdday Party" que contaba solo con un mundo con 15 niveles. En él aparece el pájaro naranja. Tiene el poder de inflarse y, al desinflarse, arrasar con todo.
En otra actualización se añadió el episodio "Surf and Turf", que originalmente apareció en Facebook, y luego fue adaptado para consolas portátiles. Este episodio está ambientado en niveles de playa y consta de tres mundos con 15 niveles cada uno.
Más tarde, se añadió el octavo episodio llamado "Bad Piggies" con tres mundos de 15 niveles cada uno (solamente con 15 niveles para jugar), además de los últimos 15 niveles de "Surf and Turf".
En la actualización (Versión 3.0) se añadieron 15 niveles más para los mundos "Birdday Party" (por el aniversario de segundo juego) y "Bad Piggies", además de la incorporación del pájaro rosa en el juego, porque la primera aparición del pájaro rosa fue en Angry Birds Seasons en el episodio "Back To School".
El 6 de marzo salió, junto con la de Angry Birds Space la actualización 3.1.0 que incluye los últimos 15 niveles del nivel "Bad Piggies".
El 3 de julio se dio a conocer la actualización 3.2.0 con la sorpresa de un episodio nuevo que recibe el nombre de "Red’s Mighty Feathers". Es un episodio de 15 niveles en el cual solo se usa el pájaro rojo (Red), pero con un poder diferente que hace cambiar la trayectoria del mismo cuando se lanza para dirigirse directamente al cerdo que con su construcción (del juego Bad Piggies) quiere atrapar el huevo con una aspiradora. Este modo se llama "Defender Mode" (Modo Defensivo) y en la 3.3.0 se añadió una nueva sección donde se juega tradicionalmente pero con el pájaro rojo con super poderes únicamente.
En la Versión 4.0.0, lanzada el 26 de noviembre, se añadió otro nivel especial pero dedicado al pájaro negro (Bomb) en donde al lanzarlo se activa un poder eléctrico capaz de destruir las construcciones de los cerdos. El nivel se denomina "Short Fuse" y tiene 45 niveles.
En la versión 4.1.0 lanzada el 11 de diciembre se añadieron otros 15 niveles correspondientes al 4.º aniversario de Angry birds, esto a la vez del lanzamiento de Angry Birds Go
En la versión (4.2.0), se lanzó el nivel Flock Favorites, con un solo mundo de 15 niveles, donde se juegan niveles de distintos mundos.
En una versión (4.3.1) de Solo los dispositivos iOS, hay un nuevo Huevo de Oro dedicado a la empresa RED, que se dedica a salvar vidas del sida.
En la versión 5.0.2 lanzado el 11 de diciembre de 2014, se lanzó un episodio llamado "BirdDay 5" hecho por los usuarios fanáticos por el 5.º aniversario de Angry Birds.
En la versión 5.2.9 se agregó Bird Island, en honor a la película.
En la versión 6.0.1 se añadió Piggy Farm, con niveles basados en una granja.En la versión actual 7.9.4, se añadió Jurassic Pork, con niveles de temática prehistórica.

### Historia del juego
Los pájaros se preguntan: "¿Dónde están los huevos?", uno de los Blues ve huellas y por último Chuck se enoja al ver a los cerdos, que intentan cocinar los huevos en una sartén. Tras derrotar a los cerdos, los huevos son reemplazados con recortes de cartón, por lo que el Rey Cerdo, para engañar a los pájaros, usa un recorte de cartón de sí mismo. Tras derrotar a los cerdos Cabo y Bigotudo, aplastan al doppelgänger de cartón del Rey Cerdo, que ya derrotado se esconde detrás de un arbusto de cartón.
Otra vez los cerdos vinieron a robar los huevos, esta vez usando una alfombra con globos atados a sus extremos. Los pájaros rescatan a Hal, el pájaro verde, derrotan a los cerdos y revientan los globos. Al derrotar al Rey Cerdo, éste es atado al globo cabeza abajo.
Un tiempo después, los pájaros no están, pues los cerdos los encerraron en una jaula, ahora con cascos de constructores, para reconstruir los niveles anteriores, pero no detienen a Terence. El pájaro rojo gordo los derrota, rescata a los demás pájaros y encierra en la jaula a un fastidiado Rey Cerdo.
Los huevos no vuelven a estar, pues los cerdos usaron un lazo para atraparlos; ahora usan sombreros de vaquero y el Rey Cerdo un sombrero mexicano. Al derrotarlos, son aplastados por los pájaros desgarrándoles sus sombreros, incluyendo al Rey Cerdo, aplastado con el sombrero en su abdomen.
Una vez más, los cerdos roban los huevos cavando un túnel que los lleva a la entrada de una cueva, allí son derrotados y usan cascos de minero y picos. El Rey Cerdo vuelve a tener el casco de minero abajo suyo, al igual que su sombrero mexicano con anterioridad al final de Ham 'Em High.
Los cerdos robaron los huevos; uno de ellos con manchas de pastel de cumpleaños y una vela encendida sobre éstas. Los pájaros derrotan al Rey Cerdo arrojándole el pastel en su cara.
Los cerditos vuelven a robar los huevos, ahora con Ross y el Cerdo Mecánico, del juego Bad Piggies. Al derrotar al Rey Cerdo, éste es aplastado por las piezas de madera del vehículo.
Red descubre que Mighty Eagle (Águila poderosa) dejó un rastro de plumas que también le dan al pájaro rojo la habilidad de lanzarse contra los cerdos. Al derrotar a un cerdo piloto, viene el Modo Defensivo: montones de vehículos de los cerdos vienen a robar el huevo, pero Red se prepara para atacar. Al jugar, tanto los vehículos como sus efectos de sonido fueron tomados directamente de Bad Piggies.
Los cerdos, con trajes de científico loco, roban los huevos y se dirigen hacia un laboratorio, pero ahora Bomb, el pájaro negro, puede electrocutar en vez de explotar con un nuevo poder: Shockwave. Los cerdos son manchados con las pociones al ser derrotados.
En los episodios Flock Favorites y BirdDay 5 no hay cutscenes, son spin-offs.
En la playa, los cerdos vuelven a robar los huevos, con gafas de sol y palas, que son derrotados por los pájaros rompiéndoles las gafas y tirándoles arena.
Los cerdos roban los huevos disfrazados de vaca, en un carro tirado por el cerdo con bigote en la granja. Éste es el primer episodio con los personajes en las cutscenes estilo Angry Birds Toons.
Tras derrotar a los cerdos en la granja, el cerdo con bigote va a una máquina del tiempo, viajando al período Jurásico, con cerdos primitivos y dinosaurios. El cerdo con bigote es derrotado y al regresar al presente, los pájaros hacen una fiesta contentos.

### Huevos de Oro
En Angry Birds Classic estos son huevos que contienen un nivel que se puede jugar desde el mundo "Golden Eggs" o "Huevos de Oro". En total son 36 (37 en iOS), más un nivel conocido como "King Pig" en una versión más alta ya no se puede conseguir el Golden Egg 33, (En el anuncio de Red Mighty Feathers) ahora se consigue en el nivel 3-21 destruyendo los 3 huevos. (Material Mix Up, Bird Frenzy, King Pig y Total Destruction) «Se desbloquea teniendo 3 estrellas en los niveles desde Poached Eggs hasta Birdday Party,y también completando los niveles de Red Mighty Feathers
Esto fue hecho por Ababa Productions.».
En Angry Birds Space son llamados Eggsteroids. En total son 19, más un nivel especial de Samsung Galaxy Note.
En Angry Birds Rio los Golden Eggs son sustituidos por el Cuarto de Trofeos (Trophy Room) que, a partir de la actualización 1.4.4, se consiguen al terminar un mundo o encontrando las 15 frutas doradas escondidas en los niveles de un mundo. Cada trofeo abre un nivel diferente. En su actual versión 2.0.0 se denomina como nivel. En total son 8 frutas y 4 objetos.
En Angry Birds Seasons los Golden Eggs, Van acompañados de un huevo especial (obtenidos por medio de las 3 estrellas en cada nivel en cada sección). En total son 63 (22+15 especiales y 38 normales incluyendo los 3 niveles de Angry Birds in Ultrabook Aventure que aparecieron en los dispositivos Android).
En Angry Birds Chrome se sustituyen por el mundo "Dimensión Chrome" (Chrome Dimensión) que en total son 14 y están escondidos en niveles de Poached Eggs, Mighty Hoax, Danger Above, The Big Setup y Ham Eg High.
En Angry Birds Facebook se conocieron como "Easter Eggs" (Huevos de Pascua) en la Cacería de Huevos de Pascua (Easter Eggs Hunt), pero después, con el lanzamiento de Angry Birds Friends fueron llamados Golden Eggs. En total son 10, además de dos granadas en el nivel Green Day (descontinuado).
En Angry Birds Star Wars se denomina "Bonus Level" y se obtienen obteniendo más estrellas en los niveles o juntándolo. Son 11 droides y 12 bonus en sus respectivas partes. En esos niveles solo se usa a R2-D2 (huevo) y C-3P0 (Matilda).
En Angry Birds Star Wars II se cambian con recompensas que se obtienen utilizando un personaje muchas veces. Están las recompensas de los lados porcino y pájaro.
En Bad Piggies se cambian por cráneos para encontrarlo en todos los niveles. En total son 45 cráneos.
En otras versiones web (como Heikki, Vuela Tazos, Telepizza, FujiTV, In the Hunt for the Golden Pistachio, Tyrkisk Peber Volcano, etc.) los Golden Eggs no existen.
- En Angry Birds Classic estos son huevos que contienen un nivel que se puede jugar desde el mundo "Golden Eggs" o "Huevos de Oro". En total son 32 (33 en iOS), más un nivel conocido como "King Pig" (Material Mix Up, Bird Frenzy, King Pig y Total Destruction) «Se desbloquea teniendo 3 estrellas en los niveles desde Poached Eggs hasta Birdday Party».
- En Angry Birds Space son llamados Eggsteroids. En total son 19, más un nivel especial de Samsung Galaxy Note.
- En Angry Birds Rio los Golden Eggs son sustituidos por el Cuarto de Trofeos (Trophy Room) que, a partir de la actualización 1.4.4, se consiguen al terminar un mundo o encontrando las 15 frutas doradas escondidas en los niveles de un mundo. Cada trofeo abre un nivel diferente. En su actual versión 2.0.0 se denomina como nivel. En total son 8 frutas y 4 objetos.
- En Angry Birds Seasons los Golden Eggs, Van acompañados de un huevo especial (obtenidos por medio de las 3 estrellas en cada nivel en cada sección). en total son 63 (22+15 especiales y 38 normales incluyendo los 3 niveles de Angry Birds in Ultrabook Aventure que aparecieron en los dispositivos Android).
- En Angry Birds Chrome se sustituyen por el mundo "Dimensión Chrome" (Chrome Dimensión) que en total son 14 y están escondidos en niveles de Poached Eggs, Mighty Hoax, Danger Above, The Big Setup y Ham 'Em High.
- En Angry Birds Facebook se conocieron como "Easter Eggs" (Huevos de Pascua) en la Cacería de Huevos de Pascua (Easter Eggs Hunt), pero después, con el lanzamiento de Angry Birds Friends fueron llamados Golden Eggs. En total son 10, además de dos granadas en el nivel Green Day (descontinuado).
- En Angry Birds Star Wars se denomina "Bonus Level" y se obtienen obteniendo más estrellas en los niveles o juntándolo. Son 11 droides y 12 bonus en sus respectivas partes. En esos niveles solo se usa a R2-D2 (huevo) y C-3P0 (Matilda).
- En Angry Birds Star Wars II se cambian con recompensas que se obtienen utilizando un personaje muchas veces. Están las recompensas de los lados porcino y pájaro.
- En Bad Piggies se cambian por cráneos para encontrarlo en todos los niveles. En total son 45 cráneos.

### Torneos
Solo están disponibles en Angry Birds Friends. A continuación hay una lista no exhaustiva:

NOTA: Son 281 torneos actualmente, pero en la lista solo se nombran los más relevantes, además de los conmemorativos o alusivos:
- Lotus F1 Team: Desde del 3 al 9 de septiembre de 2012, es un torneo especial en torno a la colaboración de Lotus F1 Team.
- Halloween: En este torneo del 29 de octubre al 4 de noviembre de 2012, se usa el ave naranja y Big Red aparece como "Terence the Hunter" que puede destruir todo a su paso, sin reemplazar aves y el uso de "Power-Ups" (90 gratis).
- Lotus F1 (II): En este torneo, que se realizó desde el 12 al 18 de noviembre de 2012, da a conocer los "Frenzy Power-Ups". También se da a conocer Angry Birds Star Wars, junto con la participación de Lotus.
- Navidad: Este Torneo se realizó del 3 al 30 de diciembre de 2012. En esta edición aparece el ave negra como "Santa Boom", regalos que al dejar caer contenían dinamita oculta. Además, para el 24 de diciembre del mismo año los "Power-Ups" eran ilimitados. También en el torneo de la semana siguiente se celebró la bienvenida del 2013.
- San Valentín: Este torneo se realizó desde el 11 de febrero de 2013 hasta el 17 de febrero del mismo año. Se usa en este y en todos los demás torneos a Terence como "The Wingman" y reemplaza al ave que esté en el tirachinas.
- Marry Me Mel Ben: En el Nivel 3 del torneo Semanal de entre los días 6 y 12 de mayo de 2013 el nivel tenía un mensaje que decía "Te quieres casar conmigo" (que en inglés traduce Marry Me Mel), que fue un homenaje diseñado por Rovio que le permitió a Ben Levi de (ascendencia australiana), para proponerle matrimonio a Melissa Swift, su novia de mucho tiempo.
- Summer Tournament: Del 15 de julio al 25 de agosto de 2013, este torneo de trataba sobre el verano en el hemisferio norte.
- Freddie for a day: En este torneo se hace un tributo a Freddie Mercury, del 2 al 8 de septiembre de 2013.
- Rock in Rio: Se daba del 9 al 22 de septiembre de 2013.
- 25 Millions: Torneo del 30 de septiembre al 6 de octubre de 2013, que se celebró los 25 millones de usuarios registrados en la página oficial de Angry Birds en Facebook.
- Halloween (II): Torneo de tres semanas del 23 de octubre al 10 de noviembre de 2013, llega junto la opción de comprar resorteras para ser usadas con el Power-Up "Sling Scope".
- Holidays tournament (II): Este Torneo se realizó del 9 al 29 de diciembre de 2013, estrenando la canción de Ode to Snow.
- Winter Tournament: En este torneo, se basa en el Invierno y la celebración de la bienvenida del año 2014, que duró desde el 30 de diciembre de 2013 al 12 de enero de 2014.
- San Valentin (II): Este Torneo se realizó desde el 10 al 16 de febrero de 2014, y se trata sobre el día de San Valentin en los Estados Unidos.
- WingMan vz Porkator: Torneo llevado a cabo desde el 3 al 9 de marzo de 2014, este torneo tuvo al WignMan gratis por esta semana, además de la inclusión de un jefe final, El Porkator, quien ya abia parecido en el capítulo de Angry Birds Toons con el mismo nombre.
- Easter Tournament: Torneo que empezó desde el 14 al 21 de abril de 2014, que alusiva a la celebración de La Pascua.
- Pirate Tournament: Empezó el 19 al 25 de mayo de 2014, trató sobre los piratas.
- World Cup Football: (Parte I) Este torneo se dividió en dos partes, que su primera parte transcurrió desde el 9 al 15 de junio de 2014 y (Parte II) desde el 7 al 13 de julio de 2014, siendo parte de la celebración de La Copa Mundial de Fútbol de este año.
- Wingman (II) Cyporkador Tournament: Empezó el 4 al 10 de agosto de 2014, este torneo tuvo al WignMan inlimitado, además de la segunda inclusión de un jefe final, El Porkator.
- Office Tournament: Empezó el 1 al 7 de septiembre de 2014, en este torneo se homenajeó sobre el tema del estudio y el trabajo de oficina.
- Halloween (III): Torneo del 20 de octubre al 9 de noviembre de 2014, celebrando la llegada del Halloween.
- Roll with the pangolins: Es un torneo que empezó del 17 al 23 de noviembre, su tema trató sobre los pangolinos, unos mamíferos cubiertos de escamas duras y puntiagudas para defenderse y que son propios de África y Asia, promoviendo detener la caza ilegal y el abuso de esta especie.
- TNT Tournament: Torneo del 1 al 7 de diciembre de 2014, aludido al TNT.
- Holidays Tournament (III): Torneo del 15 de diciembre de 2014 al 4 de enero de 2015, celebrando cada semana una festividad decembrina.
- NHL All-stars Tournaments: Son torneos del 19 de enero al 1 de febrero de 2015 el cual su tema alusiva al comienzo de la temporada regular de las ligas de Hockey (La Temporada 2014 de la NFL y Super Bowl XLIX). Por primera y única vez en juegos de Angry Birds, Hockey bird o pájaro de hockey es jugable en este torneo.
- San Valentin (III): Este Torneo se realizó desde el 9 al 15 de febrero de 2015, y se trata sobre el día de San Valentin en los Estados Unidos.
- Retro Game Tournament: Este torneo empezó del 9 al 15 de marzo de 2015, este torneo hizo homenaje a los videojuegos más famosos de los 8 bytes. Varias torres alusivan a algunos juegos retro, tales como Pac-Man, Tetris, Breakout, Super Mario Bros, Space Invaders entre otros. El ambiente de los niveles estaba hecho con 8 bytes, y se incluyeron varios objetos que aparecían en los aquellos juegos, como cerezas de Pac-man, piezas de Tetris, monedas y cuadros sorpresa de Mario Bros, burbujas de Bubble Bobble, etc.
- Earth Hour: Este Torneo se realizó desde el 23 al 29 de marzo de 2015, este torneo hizo homenaje a La hora del planeta.
- Easter Tournament (II): Torneo que empezó desde el 30 de marzo al 5 de abril de 2015, que alusiva a la celebración de La Pascua.
- Rocket Tournament: Torneo que empezó desde el 13 al 19 de abril de 2015. Este torneo se realizó en un panorama nocturno y cada nivel estuvo añadido con montones de fuegos artificiales
- Bubbles Tournament: Torneo que empezó desde el 27 de abril al 4 de mayo en el que en todos los niveles Bubbles (Pájaro naranja) es jugable.
- Rock in Rio (II): Fue un torneo que empezó desde el 4 al 10 de mayo de 2015 y alusiva al festival de rock más grande del mundo Rock in Rio que en mayo llegara a Las Vegas, USA con la participación de varias bandas de rock.
- Help Nepal Tournament: Fue un torneo que empezó desde el 18 al 24 de mayo de 2015, que es un especial de Angry Birds a la víctimas de la catástrofe de Nepal, para este torneo el Power up Birdquaker no estuvo disponible.
- Massive Tournament: Torneo del 1 al 7 de junio de 2015.
- Underwater Tournament: Torneo del 15 al 21 de junio de 2015.
- Up for School Tournament: Torneo del 29 de junio al 5 de julio de 2015.
- Princess Tournament: Torneo del 20 a 26 de julio de 2015.
- Matilda Tournament: Torneo del 27 de julio al 2 de agosto de 2015.
- Angry Birds 2 Tournament: Torneo del 3 al 9 de agosto de 2015. Le hace celebración del lanzamiento oficial de Angry Birds 2.
- Hip-Hop Tournament: Torneo del 17 al 23 de agosto de 2015.
- RIO Tournament: Torneo del 31 de agosto al 6 de septiembre de 2015.
- Rock and Rio 2015 Tournament: Torneo del 14 al 20 de septiembre de 2015.
- Champions for Earth Tournament: Torneo del 21 al 27 de septiembre de 2015.
- Love Rocks Tournament: Torneo del 5 al 11 de octubre de 2015, en este torneo estuvo disponible el personaje del pájaro  chuck en versión del personaje de Shakira Bird, basado en la cantante Colombiana Shakira para promocionar su nuevo juego Love Rocks Starring Shakira, desarrollado por la propia empresa Rovio.
- Halloween Tournament s(IV): Torneo del 12 de octubre al 1 de noviembre de 2015.
- Moustache Pig Tournament: Torneo del 9 al 15 de noviembre de 2015.
- Wild West Tournament: Torneo del 23 al 29 de noviembre de 2015.
- Jelly Bounce Tournament: Torneo del 7 al 13 de diciembre de 2015.
- Holiday Oink Tournaments (IV): Torneo del 14 de diciembre de 2015 al 3 de enero del 2016, celebrando las festividades decembrinas.
- Carnival Days Tournament: Torneo del 27 de enero al 2 de febrero del 2016.
- Carnival Nights Tournament: Torneo del 3 al 9 de febrero del 2016.
- Heartbreaker Tournament (2016 Valentine's days) (IV): Este Torneo se realizó desde el 10 al 17 de febrero de 2016, y se trata sobre el día de San Valentin en los Estados Unidos.
- Year in Space Tournament: Torneo del 3 al 16 de marzo de 2016.
- Easter Tournament (III): Torneo que empezó desde el 24 al 30 de marzo de 2016, que alusiva a la celebración de La Pascua.
- Movie Hype Tournament: Torneo que empezó desde el 31 de marzo al 6 de abril de 2016, que alusiva al próximo estreno en el mes de abril de la película.
- Pirate Tournament: Torneo que empezó desde el 28 de abril al 4 de mayo de 2016.
- Angry Birds Movie Tournament: Torneo que empezó desde el 12 al 18 de mayo de 2016, que alusiva al estreno de la película.
- More Angry Birds Movie Tournament: Torneos que empezó desde el 19 al 25 de mayo de 2016, que alusiva al pasado estreno de la película.

- Viking Tournament: Torneos que empezaron desde el 2 al 8 de junio de 2016.
- The Knights of the Golden Egg Tournament: Torneos que empezaron desde el 16 al 22 de junio de 2016.
- Pig Your Ride Tournament: Torneos que empezaron desde el 30 de junio al 6 de julio de 2016.
- Summer Swine Tournament: Torneos que empezaron desde el 14 al 20 de julio de 2016.
- Tiger Day Tournament: Torneos que empezaron desde el 28 de julio al 3 de agosto de 2016.
- Sport Day Tournament: Torneos que empezaron desde el 11 al 3 de agosto de 2016.
- Own The Movie Tournament: Torneos que empezaron desde el 25 al 31 de agosto de 2016.
- Wish Upon a Pig Tournament: Torneos que empezaron desde el 8 al 14 de septiembre de 2016.
- Autumn Harvest Tournament: Torneos que empezaron desde 22 de septiembre al 5 de octubre de 2016.
- Halloween Tournaments (V): Torneos que empezaron desde el 13 de octubre al 6 de noviembre de 2016, celebrando la llegada del Halloween.
- Moustache Pig Tournament (II): Torneos que empezaron desde el 7 al 16 de noviembre de 2016.
- Amusement Pork Tournament: Torneos que empezaron desde el 24 al 30 de noviembre de 2016.
- Hogiday Tournaments (V): torneos que empezaron desde el 15 de diciembre del 2016 al 4 de enero del 2017.
- Year in the Rooster Tournament: Torneos que empezaron desde el 30 de enero al 1 de febrero de 2017 aludiendo al nuevo año chino.
- Love is in the Air (V): Torneos que empezaron desde el 9 al 15 de febrero de 2017, celebrando el día de San Valentin.
- Pig Day Tournament: Torneos que empezaron desde 2 al 8 de marzo del 2017.
- Earth Hour (II): Torneos que empezaron desde el 20 al 26 de marzo de 2017, haciendo homenaje a La hora del planeta.
- Bunny Business (IV): Torneos que empezaron desde el 13 al 19 de abril de 2017, haciendo homenaje a La pascua.
- Spring Has Sprung Tournament: Torneos que empezaron desde el 27 de abril al 3 de mayo del 2017.
- Trappigst-1 Tournament: Torneos que empezaron desde el 4 al 10 de mayo del 2017 haciendo alusiva al reciente descubrimiento de sistema planetario TRAPPIST-1.
- Pig Out Tournament: Torneos que empezaron desde el 11 al 17 de mayo de 2017.
- Pig Your Ride Tournament: Torneo que empezó desde el 25 al 28 de mayo de 2017.
- Vikings Tournament: Torneos que empezaron desde el 29 de mayo al 1 de junio de 2017.
- The Knights Of The Golden Egg Tournament: Torneos que empezaron desde el 2 al 7 de junio de 2017.
- Pirate Tournament: Torneos que empezaron desde el 8 al 14 de junio de 2017.
- Tropigal Eggscape Tournament: Torneos que empezaron desde el 22 al 28 de junio de 2017. Alusión para la zona del año veranera.
- Join the Evolution Tournament: Torneos que empezaron desde el 6 al 12 de julio del 2017. Alusión para un nuevo juego de la serie Angry Birds.
- I Want to Ride My Pigcycle! Tournament: Torneos que empezaron desde el 20 al 26 de julio del 2017.
- Wild West Tournament: Torneo que empezaron desde el 4 al 6 de agosto de 2017.
- Elephant Day Tournament: Torneo que empezaron desde el 7 al 13 de agosto de 2017.
- Wish Upon a Pig Tournament (II): Torneos que empezaron desde el 27 al 23 de agosto de 2017.
- Jelly Bounce Tournament (II): Torneos que empezaron desde el 31 de agosto al 6 de septiembre de 2017.
- Party with the Hatchlings Tournament: Torneos que empezaron desde el 28 de septiembre al 4 de octubre de 2017.
- Halloween Tournaments (VI): Torneos que empezaron desde el 5 de octubre al 5 de noviembre de 2017.
- Day of the Dead Tournaments: Torneos que empezaron desde el 9 al 15 de noviembre de 2017.
- Amusement Pork Tournaments: Torneos que empezaron desde el 23 al 29 de noviembre de 2017.
- Holiday Tournaments (VI): Torneos que empezaron desde el 14 al 31 de diciembre de 2017.

## Personajes

### Los pájaros
Los pájaros tienen distintos colores y formas en función de su habilidad especial (que se activa manualmente mientras el ave está en vuelo).
Angry Birds Classic:
- Red (Pájaro rojo): Es un cardenal. Tiene el poder en la versión original de que al hacer click en la pantalla suelta un pequeño sonido y se hace más fuerte. Puede dañar cristal, madera, piedra y objetos pequeños y es el líder del grupo. En Red Mighty Feathers, tiene un poder especial de ir directamente a un punto para derrumbarlo.
- Chuck (Pájaro amarillo): Es un canario veloz, segundo al mando, mejor amigo de Red y hermano mayor de Silver. Su poder es que al hacer clic en la pantalla aumenta de velocidad, su especialidad de destrucción es la madera y objetos no muy fuertes.
- Los Blues: Jay, Jake y Jim (Pájaro Azul): Son azulillos niños, siendo los más jóvenes del grupo y su poder es dividirse en tres, su especialidad es romper con facilidad el cristal y diamante, pero son pésimos contra la piedra.
- Bomb (Pájaro negro): Es un Cuervo negro, artillero de equipo y especialista en combate. Explota cuando se le ordena o dentro de los tres segundos de entrar en contacto con cualquier estructura o cerdo. Es más fuerte contra cualquier elemento, especialmente piedra, metal, etc.-.
- Matilda (Pájara blanca): Es una gallina, lanza un proyectil con forma de huevo. Después de disparar, la pájara sale despedida hacia arriba y adelante (sin embargo cuando esta cerca de una estructura y dispara pierde el vuelo de despedida y regresa a la estructura), su proyectil penetra por igual cualquier elemento. Su esposo es Terence.
- Hal (Pájaro verde): Es un tucán esmeralda que tiene efecto boomerang. Sirve para atacar los objetivos desde el lado contrario al de lanzamiento, es más fuerte a la madera y cristal.
- Terence (Pájaro rojo gigante): Es un cardenal fuerte y robusto, esposo de Matilda. A diferencia de Red, es considerablemente pesado siendo el 3.º más fuerte y poderoso del grupo (después de Mighty Eagle y Bomb), provocando importantes daños al chocar. Causa el mayor daño a todos los enemigos.
- Mighty Eagle (Águila poderosa): Es una águila calva gigante más poderosa del grupo y exprometido de Zeta, se usa para pasar niveles que se hayan complicado demasiado. En vez de lanzar un ave, se lanza una lata de sardinas. Después de unos segundos, aparece una cara de temor en los cerdos y una gran sombra negra, destruyendo cualquier aspecto del escenario.
- Bubbles (Pájaro naranja): Esta nueva ave es un Pájaro del Género Icterus que se presenta en la nueva actualización del juego Angry Birds Seasons llamada Ham'o'ween. que se caracteriza por ser, al principio, pequeño, hasta que después se infla hasta ocupar parte de la pantalla. Se trata de una pequeña ave que le gusta comer caramelos, cuyo poder es expandirse cuando se golpea con la estructura (pasados de 2 segundos) o el jugador pulsando la pantalla en el campo de juego; Es especialmente buena con la madera, y muy útil en espacios reducidos. Aunque también aparece en el juego original en los últimos tres episodios.
- Stella (Pájara rosa): Es una cacatúa Galah Puede hacer aparecer burbujas que pueden levantar estructuras y elevarlas por unos segundos y dejarlas caer. Apareció por primera vez en el episodio Back to school de Angry Birds Seasons y tenía su propio juego llamado Angry Birds Stella.
- Tony (Pájaro azul claro gigante): En Angry Birds Seasons (en On Finn Ice) llega esta nueva ave, el primo de Terence (el cardenal rojo grande). Su poder es precipitarse de manera acelerada en pleno vuelo al tocar la pantalla, dejando graves daños en la estructura. Es muy parecido a Terence, con la diferencia de que es azul. Vive en una cabaña en Helsinki, Finlandia.
- Mighty Dragon: Es un dragón que solo aparece en el episodio de Year of the Dragon reemplazando a Mighty Eagle en Angry Birds Seasons. En vez de una lata de sardinas es un Pez Koi Rojo. Al aparecer se dirige hacia el pez, golpeando todo lo que se encuentre en su camino, haciendo una vuelta regresiva.
- Mighty Spalding Ball: Es un balón de baloncesto que solo aparece en el episodio de Ham Dunk reemplazando a Mighty Eagle en Angry Birds Seasons. En vez de una lata de sardinas es una Cápsula. Al aparecer se dirige hacia él, golpeando todo lo que se encuentre en su camino, haciendo un rebote en cámara lenta.

### Angry Birds Space
- Ice Bird (Pájaro de hielo): Es un ave alienígena que solo aparece en Angry Birds Space y tiene la forma de un "cubito de hielo". Al tocar cualquier material lo congela. Cuando se toca la pantalla se termina de congelar.
- Space Eagle: Es un águila, poco se sabe sobre la historia o el origen de Space Eagle. Los Space Eagles juegan un papel similar, pero ligeramente diferente al de Mighty Eagle. Los Space Eagles se pueden invocar utilizando latas de sardinas, al igual que la Mighty Eagle. Cuando se ponen en marcha las sardinas, una deformación del espacio (agujero negro) aparecerá y el Space Eagle hará algún daño en el nivel. Entonces, el jugador sigue jugando el nivel de forma normal con las aves restantes. Todavía aparece una máxima puntuación.

### Angry Birds Stella
- Luca (Pájaro azul luz): Es un azulejo, lanza ondas de choque para destruir. Aparece en Angry Birds Stella.
- Willow (Pájara azul con gorro): Es una gura victoria, hace destrucción dando vueltas en su propio eje. Aparece en Angry Birds Stella.
- Poppy (Pájara amarilla crema): Es una cacatúa Ninfa, causa daño redirigiendo la por el usuario, rompiendo los obstáculos en forma de tornado. Aparece en Angry Birds Stella.
- Dahlia (Pájara roja con naranja): Es una Búho, tiene la facultad de destruir haciéndola incrementar su velocidad de disparo al tocar la pantalla. Esta enamorada de chuck y  aparece en Angry Birds Stella .

Angry Birds Stella POP!:
- Shakira (Pájara naranja con peluca):  Es una cacatúa Galah naranja con pelo ondulado, aparece en Angry Birds Stella POP!. Es un homenaje al artista colombiana ya mencionada.

Angry Birds Río:
- Blu (en la versión Río): Aparece por separado en el carnaval de Río, su función es alejar objetos con sus alas; (en la versión Río 2): Aparece en Timber Tumble, su función es llamar a la bandada de aves de Río para destruir toda la estructura.
- Perla: En pleno vuelo al hacer clic, avanzan más rápido y más fuerte, es más resistente a todos los materiales. También al tocar la pantalla avanzan recto.
- Louis: Es un bulldog. Persigue pelotas de playa u otros objetos que caen, destruyendo todo a su paso.

Angry Birds Go!:
- Ayrton Senna: Homenajea al famoso corredor de carreras Ayrton Senna. Utiliza un turbo igual al de Chuck, a diferencia que tiene que ganar 41 carreras (las carreras reales que ganó) para desbloquear su casco.

Angry Birds Friends:
- Pájaro Hockey: Su trabajo es traer energía de Ave a un Carnaval de "Grandes Deportes". Está al parecer basado en Red, pero usa un sombrero de árbitro y es gris, tal vez sea un abominable ave de las nieves. Fue jugable por única vez en Angry Birds: Friends, su poder fue acelerar y aumentar de velocidad dañando con más fuerza las torres, al igual que Chuck, en el torneo NHL All-Stars en enero de 2015. Se utiliza exclusivamente en su capacidad de mascota parece muy fuerte.

Angry Birds 2:
- Silver (Pájara plateada): Esta ave es una halcón que aparece en el nuevo juego Angry Birds 2 (antes Angry Birds Under Pigstruction). Su poder es de dar una vuelta en el aire y arrasar con todo hasta derrumbar la estructura y es la hermana menor de Chuck. Estaba enamorada de Red pero ya no.

#### Pájaros no jugables
- Ruby: Es un pájaro visto por primera vez en Angry Birds Seasons, en el episodio Hogs and Kisses, al mostrarse la escena en la que ella sale con Red y es la exnovia de Red.
- Pájaro Blanco Hembra: Es un pájaro visto por primera vez en el logo de Angry Birds Seasons cuando se realizó el episodio Hogs and Kisses, hizo varios cameos y en una escena aparece con el Pájaro Blanco. Pero aluden al mismo pájaro.
- Pájaros Desarrolladores: Fueron creados exclusivamente para un anuncio para el navegador de "Google Chrome". Son los diseñados después y se parecen a los creadores originales del Juego: Peter Vesterbacka (OCM de Rovio), Jaakko lisalo (Señor diseñador de Angry Birds) y Serdar Soganci (Web juegos Manager). Los cortos muestran sus nombres como "Serdar, Jaakko, Peter - desarrolladores de Angry Birds." Los Pájaros Desarrolladores son controlables y no han aparecido en ningún juego de Angry Birds o cualquier otra instancia más allá de esta película. Son las únicas aves que muestran la capacidad de hablar.
- Pájaro Rayado: Era uno de los tres huevos de Pascua que eclosionaron. Apareció por primera vez en la tarjeta de Pascua 2012 con Terence, el Pájaro Rojo Gigante. El se parece un poco a uno de Los Blues, el Pájaro Azul.
- Huevos: Son los protegidos por los pájaros y lo más deseados por los cerdos.
- Freddy Mercury: Es un ave basada en Chuck, se utilizó en un corto junto al éxito Bicle Race.
- Slash Bird: Esta ave está basada en el rockero Slash utilizando a Red. Al parecer Slash hizo una versión del tema principal de Angry Birds Space. Se caracteriza por su sombrero, la cabellera y la guitarra.
- Gale (Pájara reina morada): Es una estornino de espalda violeta, es la villana de las amigas de Stella en la "Golden Island" en Angry Birds Stella, ella inicialmente encuentra la corona perdida del Rey Cerdo accidentalmente con el libro, en una cueva. Sus sirvientes son los Cerdos.
- Nigel (Río): Es una cacatúa, es el villano de las aves de Río en Angry Birds Rio, y sus secuaces son los monos tití.
- Zeta (Águila morada): Es una águila mora morada,es la villana de las aves de Angry Birds 2 en la "Eagle Island" y exprometida de Mighty Eagle ella detesta el invierno de su isla , lo que más le gusta es disfrutar una calurosa vida , sus secuaces son Águilas aunque en la franquicia de juegos los cerdos son los obstáculos

### Los cerdos
Al igual que los pájaros, existen diferentes variantes de cerdos. 
Estos tienen la particularidad que su piel es de color verde, haciendo parecer como si estuvieran enfermos, esto es una referencia a la Peste Porcina.
Cada uno tiene  un nivel distinto de resistencia. Existen cerdos pequeños, medianos y grandes, y algunos cerdos usan casco, resultando más difíciles de destruir.
Angry Birds
- Rey Cerdo (King Pig en inglés): Es el Rey de los cerdos, aparece en la ronda final de cada capítulo. Es el más resistente ya que cuando lo golpea un pájaro negro solo queda dañado.
- Cerdo Capataz o Bigotes (Foreman Pig en inglés): Son los administradores de los almacenes y mano derecha del rey.
- Cabo Cerdito (Corporal Pig en inglés): Estos cerdos llevan casco y son más resistentes, guardias del rey.
- Cerdo Normal, Cerdito esbirro o raso (en inglés Minion Pig): Es la variedad de cerdo, puede aparecer en varios tamaños, como pequeño, mediano y grande, comúnmente son obreros.

Angry Birds Space:
- Cerdo Gordo: Es un enemigo que aparece en Angry Birds Space. Es gigante casi con la misma apariencia del ave rojo gigante. En Utopía, tiene un tamaño colosal, como el de un gran asteroide.
- Cerdo Alienígena: Es un enemigo que aparece en Angry Birds Space que tiene tres ojos uno encima de la nariz. Conduce una nave espacial por lo que expulsa planetas de cristales. Es de tamaño medio. Aparece en el episodio "Cosmic Crystals"
- Cerdo Hektor Porko: Este nuevo y último cerdo aparece en tamaño medio (Solo en el nivel 9-30) de Angry Birds Space y es fácil de destruir. Aparece en el episodio "Brass Hogs". Aparece también en los Mirror Worlds de cada episodio.

Bad Piggies:
- Cerdo Recluta: Son los aprendices de los mecánicos y los soldados, se caracterizan por tener pecas y aparecen en Bad Piggies.
- Cerdo Mecánico: Aparecen en el episodio Bad Piggies, son los encargados de construir las naves y los vehículos captura-huevos. También aparece en el juego Angry Birds Go ayudando a los Angry Birds a ganar el pastel.

Angry Birds Friends:
- Cerdo Zombie: Aparecen solo en la batalla semanal de Angry Birds Friends Halloween y aparecen del suelo de la estructura.
- El Porkador: Es el único cerdo que es más grande que el Rey Cerdo, Su primera aparición fue en Angry Birds Toons, pero se popularizó y apareció en varios torneos especiales en Facebook, se caracteriza por ser el más pesado de todos, una máscara como de lucha libre, de la cual hay un diseño de un tenedor y una cuchara, además de ser el único personaje con nombre en Español. Apareció en Angry Birds Seasons en un nivel de Pig Days y en un nivel de On Finn Ice.
- Cerdos de Green Day: Aparecían en Facebook, parecidos a los integrantes de la banda Billie Joe Armstrong, Mike Dirnt y Tré Cool. (dados de baja)

Angry Birds 2:
- Cerdo Chef: Aparece en Bad Piggies, Angry Birds Transformers, Angry Birds Toons y en Angry Birds 2, y como su nombre lo dice es el Chef del rey cerdo,  y sueña con ser el rey de los cerdos. En Angry Birds 2, aparece como jefe a derrotar.

#### Angry Birds EPIC
- Príncipe Porky: Es un cerdo con gorra con pluma.Es un antagonista en el castillo 1,2,4 y 5 es jugable en las mazmorras(porque se hace aliado de los pájaros para vencer a chef pig).Su poderes atacar con una espada y lanzar una bomba a sus enemigos
- Jabalí:cerdo salvaje que su poder es aplastar a sus enemigos aparece a veces en niveles.
- Cerdo Chaman: cerdo que su poder es lanzar hechizos a los pájaros; aparece en los niveles de la parte tropical de isla cerdito y algunas partes.
- Piggy Mc`Cool: cerdo jugable en las mazmorras. Vive con los pájaros ataca a sus enemigos con un guante y su poder es curar los pájaros.
- Fantasma Pig: aparecen en el océano o el bosque. atacan asustando a los pájaros y reviven cada dos o tres turnos.

#### Cerdos jugables
Al igual que en Angry Birds Classic (el nivel "King Pig" en Golden Eggs) y en Angry Birds Seasons (dos niveles en The Pigs Days), también los cerdos de Angry Birds Star Wars II son:
Angry Birds Star Wars 2 (estilizado como Angry Birds Star Wars II) fue la secuela de Angry Birds Star Wars. Salió el 18 de septiembre del 2013, centrándose en los episodios I, II y III de Star Wars. Se trata de la sexta entrega de la saga de Angry Birds. El juego recibió el mismo éxito que su predecesor, Angry Birds Star Wars.

## Jugabilidad
Al igual que entregas anteriores de la franquicia, los jugadores deben destruir objetivos fortificados dentro o fuera de sus fortalezas creadas, dependiendo del lado que estén (pájaros o cerdos). Los jugadores también ganan hasta 3 estrellas, como de otros juegos de la serie. El juego cuenta con más de 30 personajes jugables. El juego se diferencia de los otros juegos de Angry Birds porque el jugador puede convocar a un pájaro o cerdo específico en lugar de la selección predeterminada. Esta convocatoria se puede hacer para sustituir a cada ave/cerdo.

## Episodios
| # | Episodio            | Niveles del lado de aves | Niveles del lado porcino | Fecha de publicación                                  |
| - | ------------------- | ------------------------ | ------------------------ | ----------------------------------------------------- |
| R | Reward Chapter      | 50                       | 46                       | 18 de septiembre de 2013                              |
| M | Master your Destiny | 64                       | 64                       | 10 de julio de 2014                                   |
| 1 | Naboo Invasion      | 20                       | 20                       | 18 de septiembre de 2013                              |
| 2 | Escape to Tatooine  | 20                       | 20                       | 18 de septiembre de 2013                              |
| 3 | Battle of Naboo     | 20                       | 20                       | 4 de diciembre de 2013                                |
| 4 | Rise of the Clones  | 20                       | 20                       | 28 de mayo de 2014 (iOS) 2 de junio de 2014 (Android) |
| 5 | Revenge of the Pork | 16                       | 16                       | 4 de diciembre de 2014                                |
| E | Rebels              | 12                       | 12                       | 2 de octubre de 2014                                  |

## Telepods
El juego es compatible con la tecnología de Hasbro TELEPODS, el cual es similar en concepto al "Portal del Poder" de la serie de videojuegos Skylanders, que permite al jugador para convocar a un carácter específico en el juego a través de su código de QR; esta convocatoria es de una vez por nivel, pero el jugador puede utilizar invocaciones múltiples Telepod por nivel. Cada uno de ellos se puede utilizar en un máximo de 15 dispositivos por separado y hay que volver a analizar el Telepod para acceder al pájaro / cerdo en particular si el juego está completamente cerrada.
En noviembre de 2013, Hasbro vendió más de 1 millón de Angry Birds Star Wars II Telepods.

## Tienda
El jugador puede a través de la compra en aplicación obtener recompensas de logro, tener el uso de unas determinadas aves o cerdos durante el juego. Con la subida de los Clones en la antigua tienda de Watto, era separada del juego para comprar aves/cerdos, ahora se retiró y se fusionó en el menú de intercambio de caracteres.

### Tienda de Personajes
Cada episodio contiene el Lado de los pájaros y el Lado Porcino. 
Monedas
| #  | Personajes              | X10  | X30  | X100 | Permanente |
| -- | ----------------------- | ---- | ---- | ---- | ---------- |
| 1  | Qui Gon Jinn            | 500  | 1000 | 1500 | 2250       |
| 2  | Obi-Wan Kenobi          | 300  | 550  | 1200 | 2000       |
| 3  | Yoda                    | 800  | 1350 | 1900 | 3000       |
| 4  | Jar-Jar Binks           | 90   | 130  | 250  | 1000       |
| 5  | Anakin Episodio I       | 300  | 400  | 600  | 1200       |
| 6  | Capitán Panaka          | 300  | 600  | 1000 | 1600       |
| 7  | Padme Amidala           | 500  | 1000 | 1500 | 2250       |
| 8  | Anakin Episodio II      | 500  | 1000 | 1500 | 2250       |
| 9  | Jedi Youngling          | 80   | 120  | 350  | 1000       |
| 10 | Mace Windu              | 500  | 1000 | 1500 | 2250       |
| 11 | Chewbacca               | 300  | 550  | 1200 | 2000       |
| 12 | R2D2                    | 500  | 1000 | 1500 | 2250       |
| 13 | C3PO                    | 300  | 550  | 1200 | 2000       |
| 14 | Leía Organa             | 500  | 1000 | 1500 | 2250       |
| 15 | Luke Piloto             | 400  | 800  | 1500 | 2200       |
| 16 | Luke Endor              | 400  | 800  | 1500 | 2200       |
| 17 | Luke Jedi               | 500  | 1000 | 1500 | 2250       |
| 18 | Han Solo                | 500  | 1000 | 1500 | 2250       |
| 19 | Silver C3PO             | 300  | 550  | 1200 | 2000       |
| 20 | Kit Fisto               | 300  | 550  | 1200 | 2000       |
| 21 | Han Solo (Carbonita)    | 300  | 550  | 1200 | 2000       |
| 22 | Lando Calrissan         | 300  | 550  | 1200 | 2000       |
| 23 | Wicket                  | 200  | 400  | 800  | 1500       |
| 24 | Piloto Rebelde          | 200  | 400  | 800  | 1200       |
| 25 | Ezra Bridger            | 500  | 1500 | 2000 | 2500       |
| 26 | Sabine Wren             | 300  | 550  | 1200 | 2000       |
| 27 | Chopper                 | 500  | 800  | 1500 | 2500       |
| 28 | Hera Syndulla           | 300  | 550  | 1200 | 2000       |
| 29 | Kanan Jarrus            | 1000 | 1750 | 2250 | 3750       |
| 30 | Garazeb Orrelios        | 500  | 1000 | 1500 | 2250       |
| 31 | Darth Sidious           | 600  | 1300 | 2000 | 3000       |
| 32 | Jango Fett              | 300  | 550  | 1200 | 2000       |
| 33 | Droide de Batalla       | 100  | 200  | 500  | 1000       |
| 34 | Darth Maul              | 500  | 1000 | 1500 | 2250       |
| 35 | Coont Dooku             | 500  | 1000 | 1500 | 2250       |
| 36 | Droideka                | 300  | 700  | 1200 | 2000       |
| 37 | Zam Wesell              | 300  | 550  | 1200 | 2000       |
| 38 | General Grievous        | 500  | 1000 | 1500 | 2250       |
| 39 | Anakin Episodio II      | 750  | 1500 | 2000 | 3350       |
| 40 | Darth Vader             | 800  | 1500 | 2000 | 3500       |
| 41 | Boba Fett               | 600  | 850  | 1200 | 2000       |
| 42 | Soldado Explorador      | 150  | 200  | 500  | 1000       |
| 43 | Piloto de Caza TIE      | 100  | 200  | 500  | 1000       |
| 44 | Soldado Imperial        | 80   | 130  | 250  | 100        |
| 45 | Droide de Batalla Rojo  | 100  | 200  | 500  | 1000       |
| 46 | Darth Sidious Holograma | 825  | 1550 | 2200 | 3500       |
| 47 | Soldado de las Sombras  | 200  | 400  | 1200 | 1800       |
| 48 | Soldado de Choque Rojo  | 200  | 350  | 800  | 1200       |
| 49 | Jabba el Hutt           | 300  | 550  | 1200 | 2000       |
| 50 | Guardia Real            | 300  | 550  | 1200 | 2000       |
| 51 | Morador de las Arenas   | 800  | 1500 | 2200 | 3000       |
| 52 | El Inquisidor           | 800  | 1500 | 2000 | 3000       |
| 53 | Oficial Imperial        | 500  | 1500 | 2000 | 2500       |
| 54 | Piloto de AT-DP         | 500  | 1500 | 2000 | 2500       |
| 55 | Cikatro Vizago          | 300  | 550  | 1200 | 2000       |
| 56 | Droide Vizago           | 300  | 600  | 1000 | 1500       |
| 57 | Agente Kallus           | 200  | 400  | 800  | 1500       |

## Personajes[5]

### Pájaros
- Qui-Gon Jinn: cuenta con un solo golpe de un sable de luz. Aunque no es el más poderoso, es lo suficientemente eficaz para cortar a través de las cadenas y los bloques de madera con facilidad.
- Obi-Wan Kenobi: es fuerte con la Fuerza. Su capacidad cuenta con un solo empujón fuerte dirigido por el usuario.
- Yoda: cuenta con un ataque giratorio con sables de luz, lo que le hace rebotar alrededor del nivel durante varios segundos. La capacidad debe ser activado manualmente antes del contacto. Es una nueva especie. Tiene 900 años. Es un búho.
- Jar Jar Binks: puede utilizar su lengua para agarrar objetos y cercanía del piso oscilante a través de su lengua. Se apunta manualmente por el usuario, y una segunda vez se suelta
- Anakin, Episodio I: cuenta con un podracer que el jugador puede redirigir a cualquier lado.
- Capitán Panaka: lleva un cañón láser especial que dispara una ráfaga de tres láseres a la vez. Dispara dos veces en rápida sucesión, para un total de seis láseres.
- Padmé Amidala: cuenta con un rayo tractor similar al de Leia, pero en lugar de atraer, aparta.
- Anakin, Episodio II: ahora maneja un sable de luz básico de un solo golpe mientras él asume su papel de aprendiz Jedi o padawan. Él no es particularmente potente, pero aun así se puede cortar a través de bloques de madera limpia.
- Jedi Youngling: el pájaro azul asume el papel de iniciados Jedi y tiene la habilidad de dividirse en tres.
- Mace Windu: empuña un sable de luz boomerang capaz de cortar a través de grandes cantidades de cadenas y bloques. Dispone de una gama muy lejos y solo es destructible por elementos permanentes, como la tierra.
- Chewbacca: destruye todo a su paso por su enorme tamaño.
- R2-D2: Aparece en los niveles especiales, destruyendo con descargas eléctricas.
- C-3PO: tiene la apariencia de huevo dorado. Esta vez al hacer daño se separa en varias partes.
- Princesa Leia: Tiene un rayo tractor para atraer objetos.
- Luke Skywalker (Piloto): héroe de la trilogía original, Luke Skywalker empuña un sable de luz azul capaz de dar un solo golpe.
- Luke Skywalker (Endor): Como su entrenamiento Jedi progresa, Luke Skywalker es ahora capaz de dar dos golpes con su espada de luz verde.
- Luke Skywalker (Jedi): Con su entrenamiento terminado, empuña el sable de luz verde, pero con la capacidad de dar tres golpes.
- Han Solo: maneja un sencillo cañón láser. Con él, él es capaz de tomar tres tiros rápidos donde el usuario pretende.
- Silver C-3PO: Al igual que su equivalente de oro, se rompe en pedazos.
- Kit Fisto: cuenta con un sable de luz de giro, aunque mucho menos extrema que Yoda o Droideka.
- Carbonite Han Solo: al igual que Ice Bird de Angry Birds Space, puede congelar todo lo que toca.
- Lando Calrissian: tiene un bláster capaz de disparar tres tiros de una vez.
- Wicket: es un ewok capaz de dividirse en muchos más.
- Ezra Bridger: Dispara un láser que rebota en el metal.
- Sabine Wren: Rebota y coloca tres bombas.
- Chopper: Arroja el fuego de sus propulsores.
- Hera Syndulla: Construye un cañón que destruye objetos/enemigos cercanos.
- Kanan Jarrus: Se lanza hacia un punto determinado.
- Zeb Orrelios: Explota y destruye materiales gracias a su gran fuerza.

### Cerdos
- Darth Sidious: también conocido como Emperador Palpatine, puede evocar y descargas directas. Es particularmente eficaz contra los objetos metálicos, tales como cadenas. Se tiene poco efecto en la madera. Tiene una variante de holograma que posee la misma habilidad, pero puede atravesar objetos.
- Jango Fett: cuenta con un solo misil que puede ser dirigido donde el usuario quiera. Ambos son metálicos, y por lo tanto, son atraídos hacia los imanes
- Droide de batalla: lleva un cañón láser sencillo capaz de tomar tres tiros rápidos donde el usuario pretende.
- Darth Maul: cuenta un sable de luz de doble hoja que gira como helicóptero.
- Conde Dooku: Al igual que Mace Windu, cuenta con un sable de luz boomerang. Es indestructible, a menos que haga contacto con una estructura permanente, como el suelo. Tiene un alcance excepcional y es capaz de detonar cualquier TNT que se interponga en su camino.
- Droideka: puede meter en una bola apretada, lo que resulta en un ataque giratorio capaz de una gran destrucción. Similar a Yoda, Droideka puede girar en torno a un nivel y derribar muchas estructuras a la vez.
- Zam Wesell: tiene un gancho para sujetar objetos/enemigos al apuntarles, y una segunda vez se suelta.
- General Grievous: cuenta con varios sables de luz y es uno de los más fuertes, ya que no hay bloque que se interponga en su camino.
- Anakin, Episodio III: Único pájaro del Lado Porcino. Su habilidad consiste en atraer objetos temporalmente y lanzarlos.
- Darth Vader: el alter ego de Anakin, cuenta con su misma habilidad.
- Boba Fett: Lanza dos misiles en un ángulo de entre 10-15°.
- Biker Scout (Scout Trooper): al igual que Anakin Episodio I, tiene un speeder bike que puede ser redirigido en cualquier dirección por el jugador.
- Piloto de caza TIE: Capaz de apretar el gatillo dos veces en rápida sucesión, cada tiro dispara una doble dosis de láseres.
- Stormtrooper: dispara cinco tiros que se dispersan por el objetivo
- Droide de batalla rojo: dispara tres tiros rápidos con su cañón láser, dirigido hacia donde el usuario pretende.
- Shadow Trooper: aparece primero como holograma y este desaparece cuando dispara.
- Shocktrooper: empuña una pistola láser capaz de dos tiros de tres explosiones cada uno.
- Jabba el Hutt: Su enorme masa lanzará bloques a través de todo el nivel.
- Guardia Real del Emperador: lleva una lanza que le permite agarrar objetos/enemigos y tirarlos.
- Tusken Raider: tiene una mira y puede disparar hacia donde el jugador quiera.
- El inquisidor: Funciona como Darth Maul y Kanan Jarrus, puede ir a un punto determinado y tiene dos sables de luz que giran como helicóptero.
- Oficial Imperial: Dispara hasta 3 tiros láser en diferentes lados hacia donde el usuario indique.
- Piloto de AT-DP: Funciona como Erza Bridger, dispara un láser que puede ser desviado por el metal.
- Cikatro Vizago: Lanza tres pequeñas cápsulas que a los pocos segundos explotan.
- Droide Vizago: Se divide en varias partes.
- Agente Kallus: Funciona como Wicket, tiene la capacidad de llamar a varios stormtroopers.

## Descontinuación de la versión de PC
El 13 de noviembre del 2014, Rovio confirmó a través de sus F.A.Q (Preguntas frecuentes) dentro de su página oficial, que las versiones de PC (Angry Birds, Angry Birds Seasons, Angry Birds Rio, Angry Birds Space, Angry Birds Star Wars I- II y Bad Piggies) dejarían de recibir actualizaciones dando por des continuada dichas versiones, además de ser descargarlas desde su tienda en línea.[cita requerida]

## Otros medios
Angry Birds ha tenido tanto éxito que ha llegado a promocionarse en otros medios, además de otros dispositivos, como: juegos de mesa, Intel AppUp, versión web para Google Chrome, Mac OS, varios especiales en Nickelodeon y hasta series de televisión conocidas como Angry Birds Toons, Piggy Tales y Angry Birds Stella. Incluso al firmar título con Colombia, el país con más audiencia en Angry Birds, y el cual, junto con México y Argentina, dentro de los paquetes de galletas, son los únicos países donde se coleccionan tazos para jugar.

### La Película
La adaptación fílmica de la marca juego Angry Birds fue estrenada el 13 de mayo del 2016 (USA). Una secuela de esta película fue estrenada el 14 de agosto del 2019 (USA): 
Angry Birds 2: la película.

## Premios
| Premio                                                    | Año  |
| --------------------------------------------------------- | ---- |
| Juego del Año en Finlandia                                | 2010 |
| Uno de los juegos más vendidos y descargados para móviles | 2012 |